# Ajnštajnij
Ajnštajnij je kemijski element atomskog (rednog) broja 99 i atomske mase 253,09. U periodnom sustavu elemenata predstavlja ga simbol Es.
Element je nazvan u čast Alberta Einsteina. U hrvatskoj ga se literaturi nalazi i u obliku einsteinij. IHJJ preporučuje oblik ajnštajnij, zbog hrvatske jezične tradicije.